# Gare centrale de Hanovre
La gare centrale de Hanovre (en allemand : Hannover Hauptbahnhof) est la principale gare ferroviaire de Hanovre (Basse-Saxe) en Allemagne.
Avec environ 250 000 voyageurs par jour, elle est la sixième gare longue distance la plus fréquentée de la Deutsche Bahn après Hambourg, Munich, Francfort-sur-le-Main, Berlin et Cologne, ainsi que Düsseldorf. Il s'agit par conséquent d'un nœud important des transports publics (de) et du S-Bahn de Hanovre.
La gare fait partie des 21 stations de la catégorie 1 de DB Station&Service (de). Elle dispose de six quais avec douze voies ainsi que deux voies de transit. Chaque jour, 750 trains la traversent (à partir de septembre 2016) et environ 2 000 personnes y travaillent. 

## Histoire

### Première gare (1847)

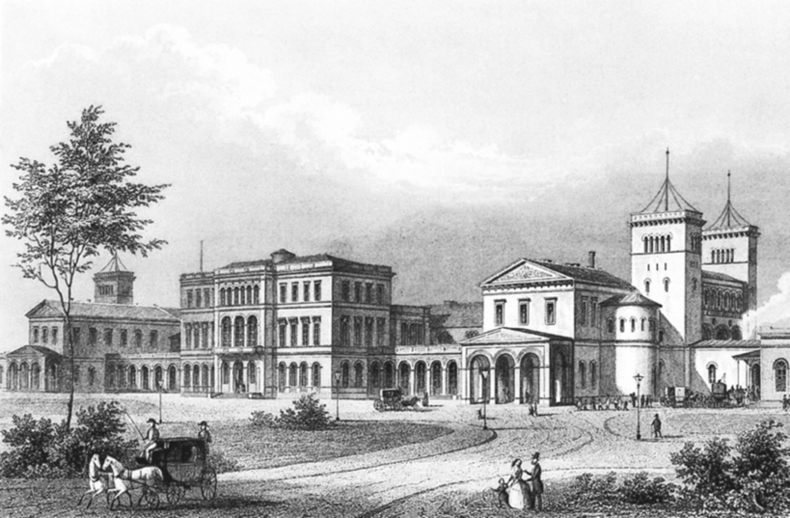
Gravure sur acier de la gare centrale de Hanovre en 1850.

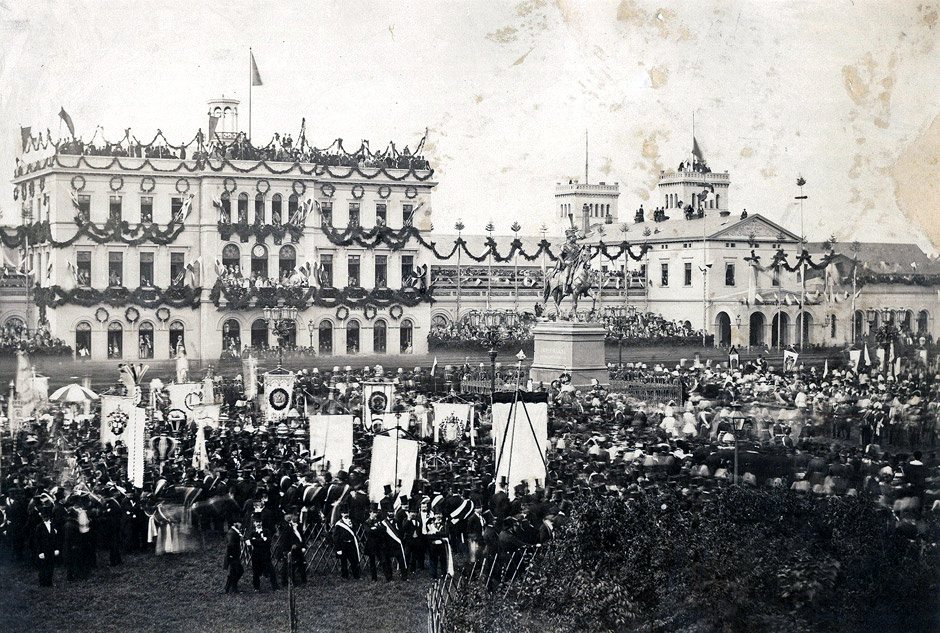
Consécration du monument Ernst-August le 21 septembre 1861.

Lors de l'ouverture de la première ligne de chemin de fer à Lehrte en 1843, une première structure temporaire a été érigée. Lors de la construction de voies supplémentaires, la station terminus a été reconstruite en station de transit, la première du genre dans une grande ville allemande.
De 1845 à 1847, le bâtiment de la première "Gare centrale" a été érigé. L'architecte n'est pas clairement identifié, mais il est certain que le maître d'œuvre August Heinrich Andreae (de) a déterminé l'emplacement et que le bâtisseur de la cour hanovrien Georg Ludwig Friedrich Laves ainsi que Ferdinand Schwarz (de) y ont contribué. Le bâtiment a été construit dans le style romantique néo-classique comme un bâtiment strictement symétrique. La maçonnerie massive était recouverte d'un crépi jaunâtre. Laves a planifié un nouveau quartier pour la zone située entre Georgstraße (de) et Eisenbahn : l'Ernst-August-Stadt. Les rues menant à la gare en provenance de plusieurs directions conduisaient à son avant-cour, la place Ernst-August-Platz (de).
Le bâtiment d'accueil était attenant à un hall en bois couvrant deux voies. C'était suffisant pour le trafic, car les trains encore courts à l'est et à l'ouest étaient installés sur le même quai. Au début, il n'y avait pas de trains continus. Le premier train continu a circulé entre Berlin et Cologne à partir du 1er mai 1851. Le premier atelier ferroviaire a été construit du côté opposé au bâtiment d'accueil. En 1853, après l'ouverture de la première section du chemin de fer vers Alfeld, Göttingen et Cassel, la gare de transit est devenue une jonction ferroviaire. Une gare de triage a été établie à Hainholz en 1868 pour désengorger la gare.
En matière de développement urbain, le chemin de fer devenait un problème avec un trafic de plus en plus dense, car la ligne traversait la ville. En 1873, il a été décidé d'élever la ligne de chemin de fer de la ville à une hauteur de 4,50 mètres. L'ancien bâtiment de la gare a été démoli en 1875. La ligne, construite entre 1875 et 1879, est devenue un modèle pour le système de tramway de Berlin et d'autres projets similaires dans d'autres villes. En 1876, une gare de marchandises a été construite à Weidendamm.

### Seconde gare (1879)
La gare fut principalement détruite lors de raids aériens en juillet et octobre 1943.

## Service des voyageurs

### Accueil
L'accès aux quais s'effectue par un passage, au niveau du sol, menant de l'entrée principale sur le Ernst-August-Platz aux sud vers le nord, sur le Raschplatz. Un niveau en dessous se trouve un passage souterrain, la Passerelle, qui donne accès à la station du métro léger de Hanovre. Ce passage s'étend sur 650 mètres du Kröpcke en dessous de la gare jusqu'au Raschplatz au nord. Depuis 2002, il porte le nom Niki-de-Saint-Phalle-Promenade en honneur de l'artiste Niki de Saint Phalle. Les deux passages sont bordés de grands et petit magasins et bistros et restaurants. La gare compte 47 locaux loués. 
Les voyageurs y trouvent l'accès aux trains sur six quais pour 12 voies, tous équipés d'un ascenseur et de deux escaliers roulants (les voies sont numérotées de 1 à 14, mais les voies 5 et 6 sont réservés aux trains de marchandises). Le quai 1 avec les voies 1 et 2 est réservé à la S-Bahn.

Les accès
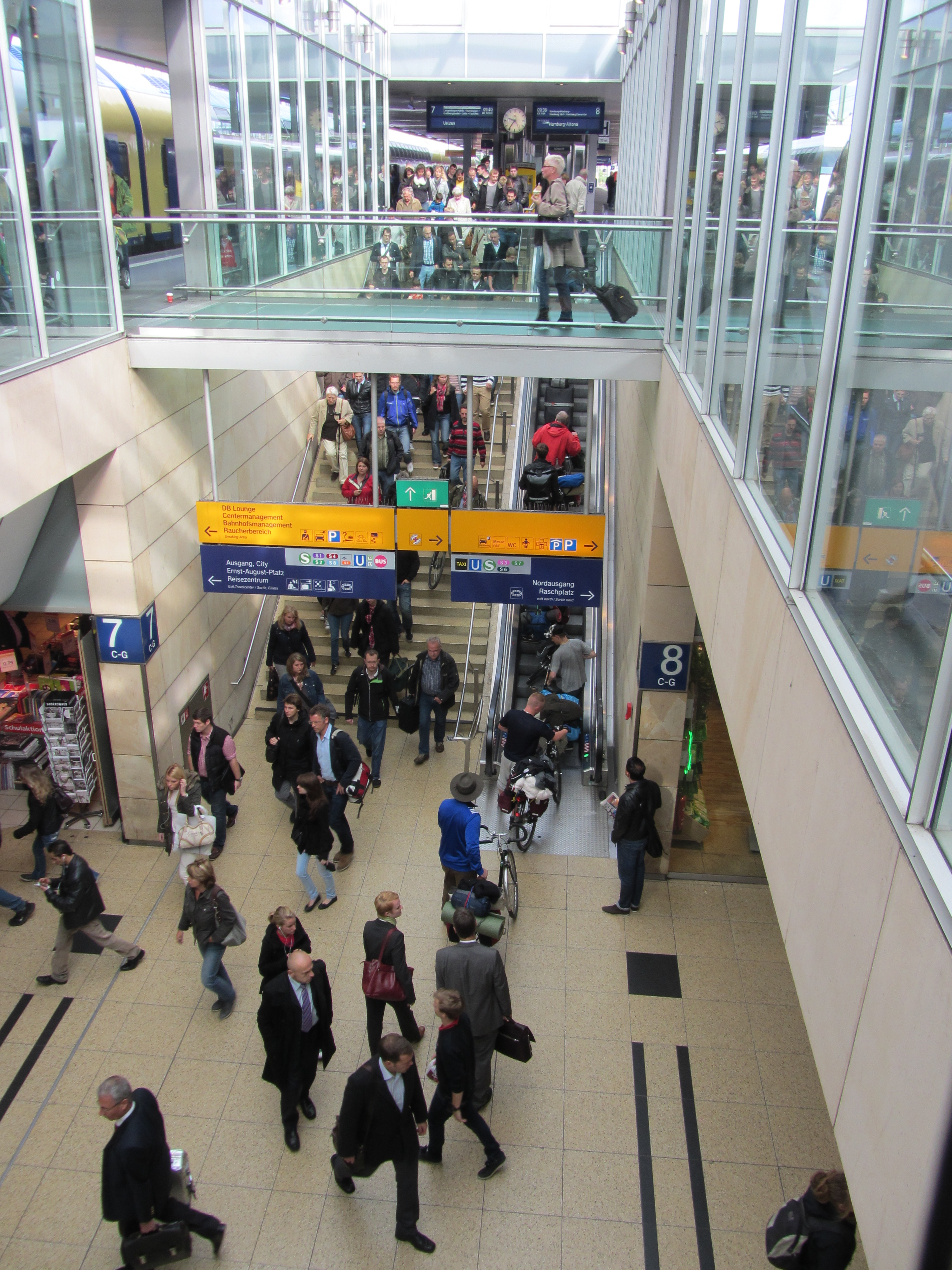
Accès aux quais.
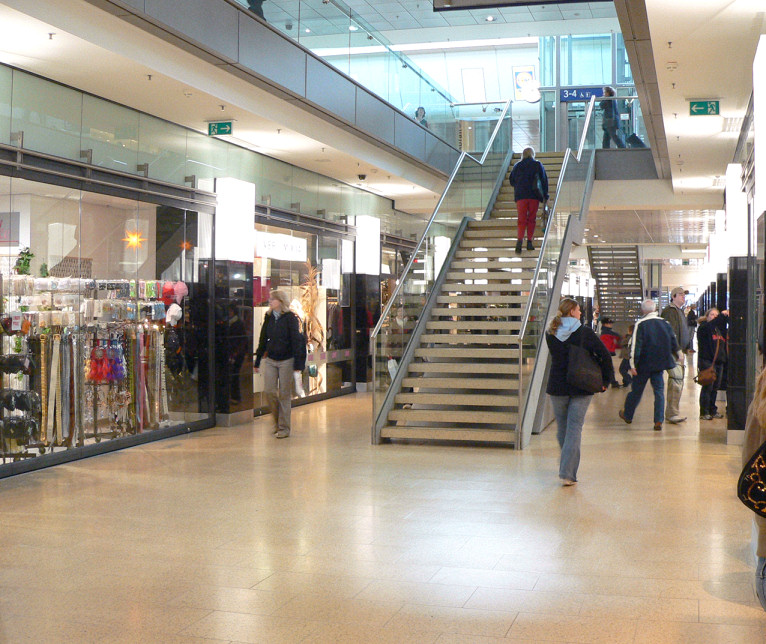
La Passerelle bas entre le passage au rez-de-chaussée et la station souterraine du U-Bahn.
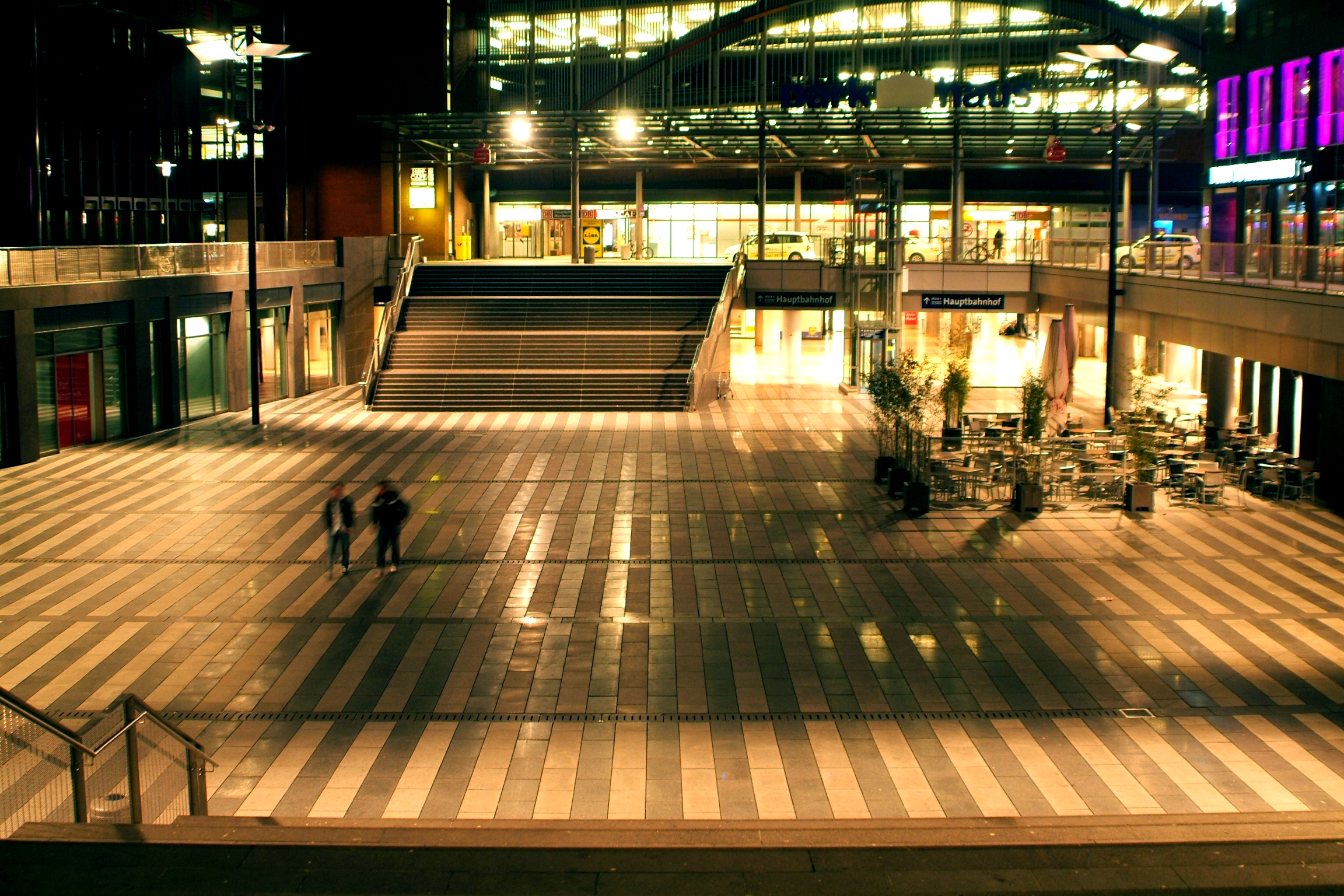
Entrée nord, vue de Raschplatz.

### Desserte
La gare centrale de Hanovre est un important centre du réseau Grandes lignes de la DB, avec 208 trains par jour sur des lignes d'InterCityExpress et InterCity/EuroCity vers Hambourg (2 ICE/heure), vers Berlin (1 ICE/h) , via Magdeburg vers Leipzig (1 IC/h) et Dresde, via Göttingen et Cassel vers Munich ou Francfort-sur-le-Main (1 ICE/h), vers la Ruhr (1 ICE/h) et Cologne, vers Osnabrück et Amsterdam (tous les 2 heures), et vers Brême (1 fois/h alternant par IC et ICE). 
La première ligne à grande vitesse allemande, la LGV Hanovre - Wurtzbourg trouve son terminus nord à Hanovre. 
Fort de son passé comme siège du Royaume de Hanovre, Hanovre est aussi le centre d'un réseau de trains régionaux, des  RegionalExpress, RegionalBahn, et de la S-Bahn de Hanovre. 210 trains régionaux et 204 trains S-Bahn s'offrent chaque jour aux voyageurs.

### Intermodalité
En dessous de la gare se trouve une station de la ÜSTRA, le métro léger de Hanovre, qui fait une grande partie de ses courses en centre ville en tunnel. La station très centrale Kröpcke, également souterraine, est à quelques pas de la gare. Le ZOB (Zentraler Omnibus-Bahnhof), la gare routière, est situé près de la sortie nord de la gare. 
Près des entrées nord et sud se trouvent des places pour garer des bicyclettes. Deux parkings pour voitures sont situés près de la sortie nord. 
Dans la gare même, il y a des bureaux de trois compagnies de location de voitures, et près de la sortie nord se trouvent les stations de deux services de carsharing (Autopartage).